# 우메다 스카이 빌딩
우메다 스카이 빌딩(일본어: 梅田スカイビル 우메다스카이비루[*])은 일본 오사카시에서 21번째로 높은 건물이자 오사카를 가장 잘 나타내는 랜드마크 중 하나이다. 건물은 40층의 두 동의 타워로 이루어져있고 꼭대기에서 서로 연결되며 중앙의 아트리움 같은 넓은 공간을 다리와 에스컬레이터가 교차하고 있다. 오사카시 기타구에 위치한다.

## 개요

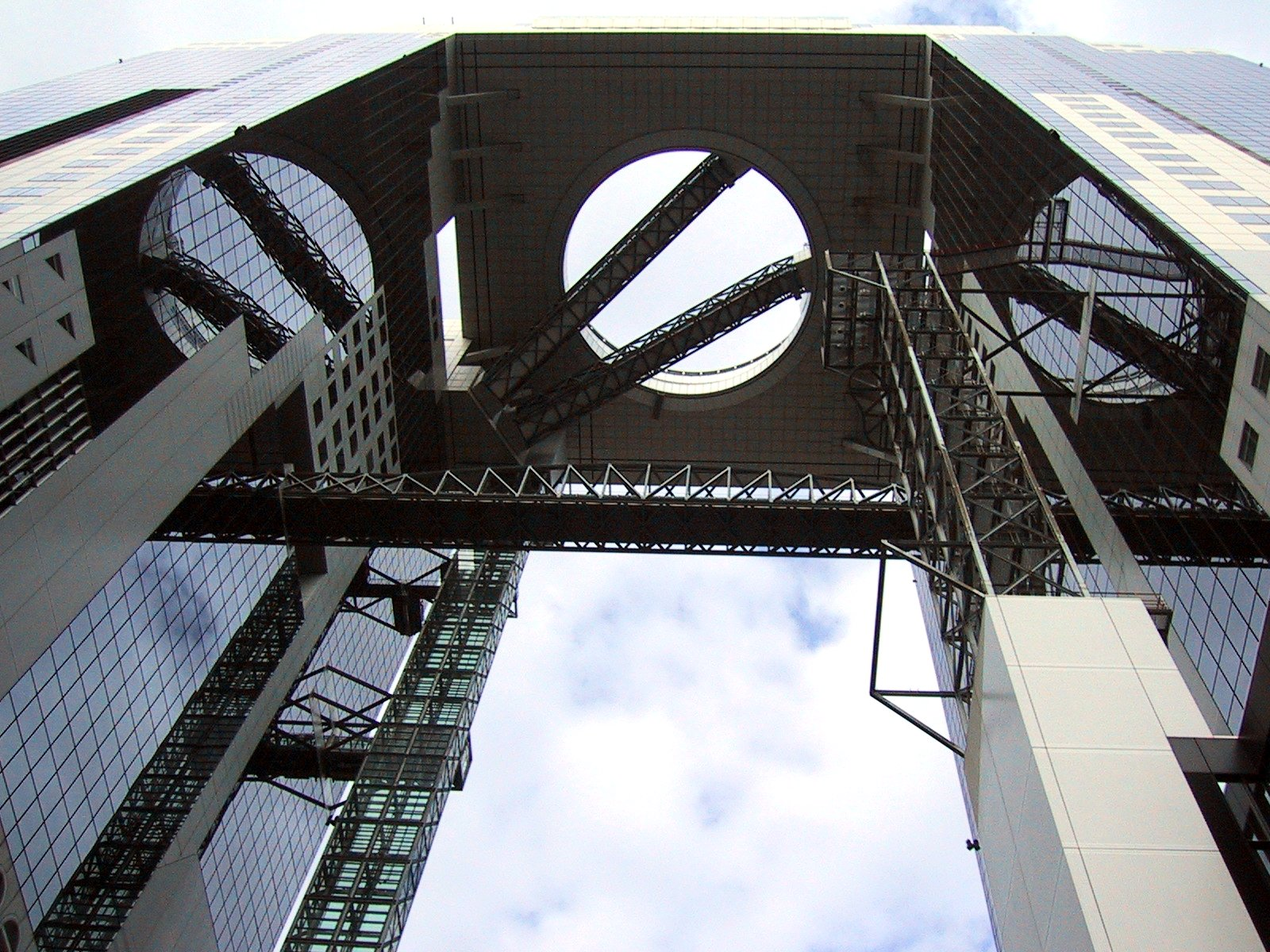
밑에서 올려다 본 우메다 스카이 빌딩

기타 구의 우메다 지구에 위치한다. 건물은 원래 "시티오브에어" 프로젝트의 일환으로 오사카 북쪽에 서로 연결된 네 개의 타워를 세우는 것으로 고안되었다. 결국에 실제적인 고려 하에 타워의 수는 두 개로 줄어들었다.
173m의 빌딩은 하라 히로시에 의해 설계되었다. 다케나카에 의해 건설되어 1993년에 완공되었다.
건물은 특징으로는 옥상의 전망대인 "공중정원 전망대"와 20세기 초 오사카의 분위기의 재현을 시도한 지하 시장이 있다. 타워의 기반부에는 산책로와 물이 흐르는 도시 정원이 있다.
공중정원의 경우 오사카 주유패스 소지시 무료입장이 가능해 외국인 관광객의 주요 관광 명소로 자리 잡았다.

## 같이 보기

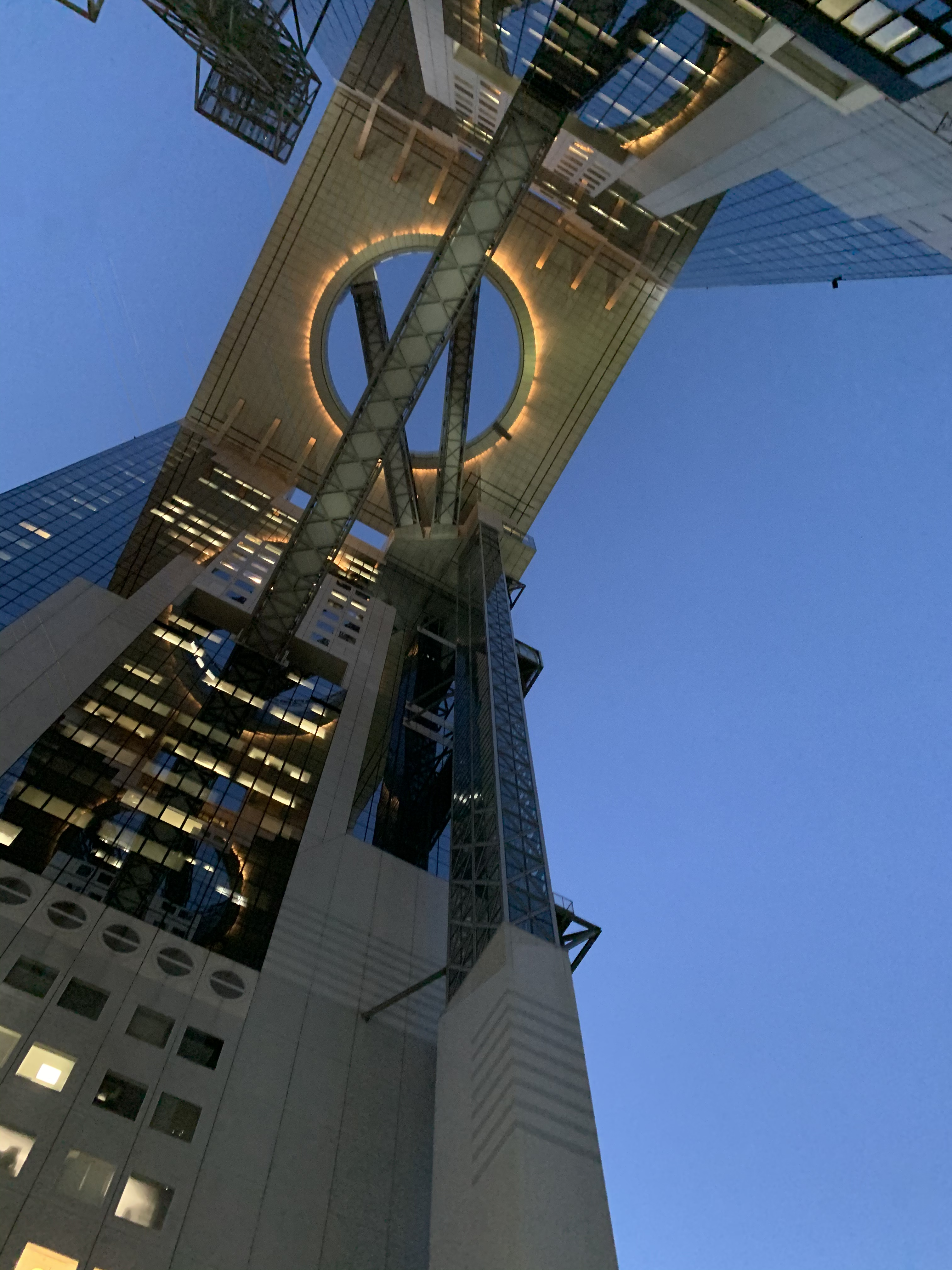
밑에서 올려다 본 우메다 스카이 빌딩2

- 밑에서 올려다 본 우메다 스카이 빌딩2오사카부의 마천루 목록